# Miloš Vulić
Miloš Vulić (in serbo Милош Вулић?; Kruševac, 19 agosto 1996) è un calciatore serbo, centrocampista del TSC Bačka Topola.

## Caratteristiche tecniche
È un centrocampista centrale.

## Carriera

### Club

#### Esordi in Serbia con Napredak e Stella Rossa
Cresciuto nel settore giovanile dell'Napredak Kruševac, ha esordito in prima squadra il 18 maggio 2013 in occasione del match di campionato vinto 2-0 contro il Proleter Novi Sad.
Il 14 gennaio 2019 è stato acquistato a titolo definitivo per 200.000 euro dalla Stella Rossa.

#### Crotone e Perugia
Il 5 settembre 2020 viene acquistato dal Crotone. Debutta con i calabresi 22 giorni più tardi nella sfida di Serie A persa 0-2 contro il Milan. Il 17 gennaio 2021 arriva la prima marcatura, nella schiacciante vittoria per 4-1 ai danni del Benevento.
Dopo la retrocessione del Crotone, il 20 luglio 2022 viene ceduto al Perugia con cui firma un contratto annuale con opzione per altri tre anni. Dal 1º luglio 2023, non essendo stata esercitata l'opzione di rinnovo, diventa un giocatore svincolato.

### Nazionale
Il 1º giugno 2021 riceve la sua prima convocazione in nazionale maggiore in vista delle amichevoli contro Giamaica e Giappone. Debutta alla prima occasione contro i giamaicani 6 giorni dopo.

## Statistiche

### Presenze e reti nei club
Statistiche aggiornate al 26 maggio 2024.
| Stagione                 | Squadra                  | Campionato               | Campionato | Campionato | Coppe nazionali | Coppe nazionali | Coppe nazionali | Coppe continentali | Coppe continentali | Coppe continentali | Altre coppe | Altre coppe | Altre coppe | Totale | Totale | Totale |
| Stagione                 | Squadra                  | Comp                     | Pres       | Reti       | Comp            | Pres            | Reti            | Comp               | Pres               | Reti               | Comp        | Pres        | Reti        | Pres   | Reti   |        |
| ------------------------ | ------------------------ | ------------------------ | ---------- | ---------- | --------------- | --------------- | --------------- | ------------------ | ------------------ | ------------------ | ----------- | ----------- | ----------- | ------ | ------ | ------ |
| mag.-giu. 2013           | Napredak Kruševac        | PL                       | 4          | 0          | CS              | 0               | 0               | -                  | -                  | -                  | -           | -           | -           | 4      | 0      |        |
| 2013-2014                | Napredak Kruševac        | SL                       | 1          | 0          | CS              | 0               | 0               | -                  | -                  | -                  | -           | -           | -           | 1      | 0      |        |
| 2014-2015                | Napredak Kruševac        | SL                       | 2          | 0          | CS              | 0               | 0               | -                  | -                  | -                  | -           | -           | -           | 2      | 0      |        |
| 2015-2016                | Napredak Kruševac        | PL                       | 28         | 2          | CS              | 1               | 0               | -                  | -                  | -                  | -           | -           | -           | 29     | 2      |        |
| 2016-2017                | Napredak Kruševac        | SL                       | 23         | 0          | CS              | 1               | 0               | -                  | -                  | -                  | -           | -           | -           | 24     | 0      |        |
| 2017-2018                | Napredak Kruševac        | SL                       | 30         | 5          | CS              | 3               | 1               | -                  | -                  | -                  | -           | -           | -           | 33     | 6      |        |
| 2018-gen. 2019           | Napredak Kruševac        | SL                       | 19         | 4          | CS              | 2               | 1               | -                  | -                  | -                  | -           | -           | -           | 20     | 5      |        |
| Totale Napredak Kruševac | Totale Napredak Kruševac | Totale Napredak Kruševac | 107        | 11         |                 | 7               | 2               |                    | -                  | -                  |             | -           | -           | 114    | 13     |        |
| gen.-giu. 2019           | Stella Rossa             | SL                       | 5          | 0          | CS              | 3               | 0               | UCL                | -                  | -                  | -           | -           | -           | 8      | 0      |        |
| 2019-2020                | Stella Rossa             | SL                       | 21         | 2          | CS              | 2               | 1               | UCL                | 4                  | 1                  | -           | -           | -           | 27     | 4      |        |
| ago. 2020                | Stella Rossa             | SL                       | 4          | 2          | CS              | 0               | 0               | UCL                | 1                  | 0                  | -           | -           | -           | 5      | 2      |        |
| Totale Stella Rossa      | Totale Stella Rossa      | Totale Stella Rossa      | 30         | 4          |                 | 5               | 1               |                    | 5                  | 1                  |             | -           | -           | 40     | 6      |        |
| 2020-2021                | Crotone                  | A                        | 25         | 1          | CI              | 1               | 0               | -                  | -                  | -                  | -           | -           | -           | 26     | 1      |        |
| 2021-2022                | Crotone                  | B                        | 19         | 0          | CI              | 2               | 1               | -                  | -                  | -                  | -           | -           | -           | 21     | 1      |        |
| Totale Crotone           | Totale Crotone           | Totale Crotone           | 44         | 1          |                 | 3               | 1               |                    | -                  | -                  |             | -           | -           | 47     | 2      |        |
| 2022-2023                | Perugia                  | B                        | 8          | 0          | CI              | 1               | 0               | -                  | -                  | -                  | -           | -           | -           | 9      | 0      |        |
| 2023-2024                | TSC Bačka Topola         | SL                       | 23         | 2          | CS              | 1               | 0               | UEL                | 6                  | 0                  | -           | -           | -           | 30     | 2      |        |
| Totale carriera          | Totale carriera          | Totale carriera          | 207        | 18         |                 | 17              | 3               |                    | 11                 | 1                  |             | -           | -           | 235    | 22     |        |

### Cronologia presenze e reti in nazionale
| Cronologia completa delle presenze e delle reti in nazionale ― Serbia | Cronologia completa delle presenze e delle reti in nazionale ― Serbia | Cronologia completa delle presenze e delle reti in nazionale ― Serbia | Cronologia completa delle presenze e delle reti in nazionale ― Serbia | Cronologia completa delle presenze e delle reti in nazionale ― Serbia | Cronologia completa delle presenze e delle reti in nazionale ― Serbia | Cronologia completa delle presenze e delle reti in nazionale ― Serbia | Cronologia completa delle presenze e delle reti in nazionale ― Serbia |
| Data                                                                  | Città                                                                 | In casa                                                               | Risultato                                                             | Ospiti                                                                | Competizione                                                          | Reti                                                                  | Note                                                                  |
| --------------------------------------------------------------------- | --------------------------------------------------------------------- | --------------------------------------------------------------------- | --------------------------------------------------------------------- | --------------------------------------------------------------------- | --------------------------------------------------------------------- | --------------------------------------------------------------------- | --------------------------------------------------------------------- |
| 6-6-2021                                                              | Miki                                                                  | Giamaica                                                              | 1 – 1                                                                 | Serbia                                                                | Amichevole                                                            | -                                                                     | 74’                                                                   |
| 11-6-2021                                                             | Kobe                                                                  | Giappone                                                              | 1 – 0                                                                 | Serbia                                                                | Amichevole                                                            | -                                                                     | 46’                                                                   |
| Totale                                                                |                                                                       | Presenze                                                              | 2                                                                     |                                                                       | Reti                                                                  | 0                                                                     |                                                                       |

## Palmarès

### Club

#### Competizioni nazionali
- Campionato serbo: 2

Stella Rossa: 2018-2019, 2019-2020